# (8760) Crex
(8760) Crex ist ein Asteroid des äußeren Hauptgürtels, der am 25. März 1971 von dem niederländischen Astronomenehepaar Cornelis Johannes van Houten und Ingrid van Houten-Groeneveld entdeckt wurde. Die Entdeckung geschah im Rahmen der 1. Trojaner-Durchmusterung, bei der von Tom Gehrels mit dem 120-cm-Oschin-Schmidt-Teleskop des Palomar-Observatoriums aufgenommene Feldplatten an der Universität Leiden durchmustert wurden, elf Jahre nach Beginn des Palomar-Leiden-Surveys.
Der mittlere Durchmesser des Asteroiden wurde mithilfe des Wide-Field Infrared Survey Explorers (WISE) mit 6,565 (±0,281) km berechnet, die Albedo mit 0,149 (±0,016).
(8760) Crex ist nach dem Wachtelkönig benannt, einem Vogel aus der Familie der Rallen, dessen wissenschaftlicher Name Crex crex lautet. Die Benennung des Asteroiden erfolgte am 2. Februar 1999. Der Grund der Namenswahl: Bei Benennung war der Bestand des Wachtelkönigs in den Niederlanden gefährdet.